# Patrik Carlgren
Patrik Ulf Anders Carlgren (Falun, 8 gennaio 1992) è un calciatore svedese, portiere del Nantes.

## Carriera

### Club
Cresciuto nelle giovanili del Samuelsdals IF, ha iniziato la sua carriera senior tra le file del Falu FK. Nel 2012 è passato al Brage, dove ha collezionato le prime presenze in Superettan. Nel corso di questa stagione ha collezionato otto presenze, nelle altre occasioni è stato riserva dell'esperto titolare Gerhard Andersson. L'anno seguente, con la squadra scesa in Division 1, lo staff tecnico ha deciso di puntare su di lui.

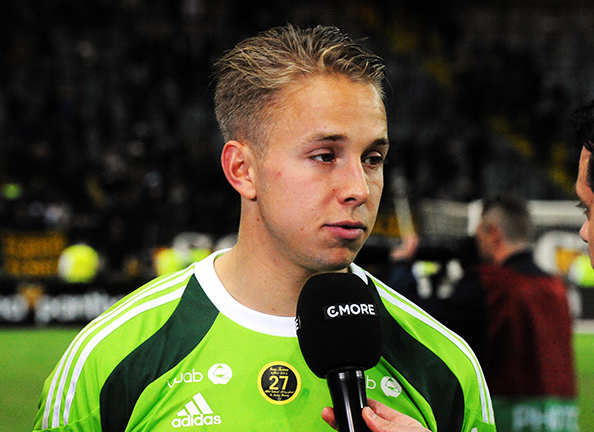
Carlgren all'AIK nel 2014

Nel luglio 2013 è approdato all'AIK a seguito di una tragica fatalità: la squadra infatti era in cerca di un portiere dopo la prematura e improvvisa morte del croato Ivan Turina. Inizialmente Carlgren è rimasto seduto sempre in panchina, tanto da esordire con i nerogialli quasi un anno più tardi, nel maggio 2014, quando ha conquistato stabilmente il posto da titolare fin lì assegnato a Kenny Stamatopoulos. Nel 2015 e nel 2016 il suo nome è stato incluso fra le tre nomination per il premio di miglior portiere dell'Allsvenskan, senza però ottenere il riconoscimento.
Non avendo trovato un accordo con l'AIK per il rinnovo contrattuale, dal 1º gennaio 2017 è stato un giocatore svincolato. Il 31 gennaio 2017, ultimo giorno di mercato in Germania, si era accordato con i tedeschi del Monaco 1860, ma l'ingaggio è sfumato in quanto la società bavarese non è riuscita a completare in tempo utile le procedure per il tesseramento. Il 10 febbraio 2017 ha firmato un contratto di breve durata con i danesi del Nordsjælland, che cercavano un portiere per sostituire l'infortunato Indy Groothuizen. Nonostante ciò, Carlgren era comunque riserva dell'altro portiere in rosa, Rúnar Alex Rúnarsson, ma l'infortunio dell'islandese gli ha permesso di giocare le ultime cinque partite valide per la fase play-off della Superligaen 2016-2017.
Terminato il contratto di pochi mesi con i danesi, Carlgren si è aggregato ai turchi del Konyaspor con cui ha firmato un contratto da due anni con opzione per il terzo. Durante l'intera stagione 2017-2018 è stato riserva alle spalle di Serkan Kırıntılı, ad eccezione di quattro partite di Coppa di Turchia e dell'ultima giornata di campionato, giocata a Istanbul contro il Fenerbahçe e persa 3-2.
Visto il poco spazio a disposizione, il portiere svedese ha cambiato squadra ed è tornato nel campionato danese, questa volta firmando un triennale con il Randers, diventando immediatamente il nuovo portiere titolare. Il 13 maggio 2021 è sceso in campo nella finale di Coppa di Danimarca, vinta contro il SønderjyskE con il risultato di 4-0.
Nell'estate 2024, al termine del suo contratto, lascia il Randers e si accasa da svincolato al Nantes.
Relegato al ruolo di portiere di riserva dietro al francese Alban Lafont, debutta con i canarini il 30 novembre 2024 in occasione della gara di Ligue 1 contro il Paris Saint-Germain, terminata con il punteggio di 1-1.

### Nazionale
Nel 2013 Carlgren ha debuttato con la maglia della nazionale Under-21. Nelle qualificazioni agli Europei 2015 Under-21 ha giocato sempre titolare, ad eccezione di un turno in cui è stato fermo per squalifica. Dopo aver superato la fase a gironi con la sua squadra ed eliminato i pari età danesi in semifinale, il 30 giugno 2015 Carlgren è stato protagonista della finalissima contro il Portogallo decisa dal dischetto: due rigori parati da lui (tra cui quello decisivo) hanno consegnato alla Svezia Under-21 il primo storico titolo di categoria.
Il 10 gennaio 2016 ha debuttato con la maglia della nazionale maggiore, in occasione di un'amichevole contro la Finlandia (vinta 3-0) disputata ad Abu Dhabi.
Viene convocato per gli Europei 2016, competizione in cui il CT Erik Hamrén ha sempre schierato tra i pali Andreas Isaksson.

## Statistiche

### Presenze e reti nei club
Statistiche aggiornate al 4 maggio 2025.
| Stagione        | Squadra         | Campionato      | Campionato | Campionato | Coppe nazionali | Coppe nazionali | Coppe nazionali | Coppe continentali | Coppe continentali | Coppe continentali | Altre coppe | Altre coppe | Altre coppe | Totale | Totale |
| Stagione        | Squadra         | Comp            | Pres       | Reti       | Comp            | Pres            | Reti            | Comp               | Pres               | Reti               | Comp        | Pres        | Reti        | Pres   | Reti   |
| --------------- | --------------- | --------------- | ---------- | ---------- | --------------- | --------------- | --------------- | ------------------ | ------------------ | ------------------ | ----------- | ----------- | ----------- | ------ | ------ |
| 2012            | Brage           | S               | 8          | -11        | -               | 0               | 0               | -                  | -                  | -                  | -           | -           | -           | 8      | -11    |
| 2013            | Brage           | S               | 12         | -20        | SC              | 4               | -6              | -                  | -                  | -                  | -           | -           | -           | 16     | -26    |
| Totale Brage    | Totale Brage    | Totale Brage    | 20         | -31        |                 | 4               | -6              |                    | -                  | -                  |             | -           | -           | 24     | -37    |
| 2013            | AIK             | A               | 0          | 0          | SC              | 0               | 0               | -                  | -                  | -                  | -           | -           | -           | 0      | 0      |
| 2014            | AIK             | A               | 22         | -29        | SC              | 0               | 0               | UEL                | 4                  | -5                 | -           | -           | -           | 26     | -34    |
| 2015            | AIK             | A               | 25         | -26        | SC              | 2               | -2              | UEL                | 3                  | -4                 | -           | -           | -           | 30     | -32    |
| 2016            | AIK             | A               | 28         | -25        | SC              | 0               | 0               | UEL                | 6                  | -3                 | -           | -           | -           | 31     | -29    |
| 2017            | AIK             | A               | 0          | 0          | SC              | 4               | -3              | -                  | -                  | -                  | -           | -           | -           | 4      | -3     |
| Totale AIK      | Totale AIK      | Totale AIK      | 75         | -79        |                 | 6               | -5              |                    | 13                 | -12                |             | -           | -           | 94     | -97    |
| feb.-giu. 2017  | Nordsjælland    | SL              | 5          | -8         | CD              | 0               | 0               | -                  | -                  | -                  | -           | -           | -           | 5      | -8     |
| 2017-2018       | Konyaspor       | SL              | 1          | -3         | CT              | 4               | -6              | UEL                | 0                  | 0                  | -           | -           | -           | 5      | -9     |
| 2018-2019       | Randers         | S               | 37         | -49        | CD              | 0               | 0               | -                  | -                  | -                  | -           | -           | -           | 37     | -49    |
| 2019-2020       | Randers         | SL              | 31         | -38        | CD              | 1               | 0               | -                  | -                  | -                  | -           | -           | -           | 32     | -38    |
| 2020-2021       | Randers         | SL              | 31         | -36        | CD              | 5               | -2              | -                  | -                  | -                  | -           | -           | -           | 36     | -38    |
| 2021-2022       | Randers         | SL              | 32         | -42        | CD              | 2               | -3              | UEL+UECL           | 2+8                | -3 + -16           | -           | -           | -           | 44     | -64    |
| 2022-2023       | Randers         | SL              | 31         | -45        | CD              | 1               | 0               | -                  | -                  | -                  | -           | -           | -           | 32     | -45    |
| 2023-2024       | Randers         | SL              | 33         | -51        | CD              | 1               | -1              | -                  | -                  | -                  | -           | -           | -           | 34     | -52    |
| Totale Randers  | Totale Randers  | Totale Randers  | 195        | -261       |                 | 10              | -6              |                    | 10                 | -19                |             | -           | -           | 215    | -286   |
| 2024-2025       | Nantes          | L1              | 5          | -7         | CF              | 2               | -2              | -                  | -                  | -                  | -           | -           | -           | 7      | -9     |
| Totale carriera | Totale carriera | Totale carriera | 231        | -389       |                 | 26              | -25             |                    | 23                 | -31                |             | -           | -           | 350    | -445   |

### Cronologia presenze e reti in Nazionale
| Cronologia completa delle presenze e delle reti in nazionale ― Svezia | Cronologia completa delle presenze e delle reti in nazionale ― Svezia | Cronologia completa delle presenze e delle reti in nazionale ― Svezia | Cronologia completa delle presenze e delle reti in nazionale ― Svezia | Cronologia completa delle presenze e delle reti in nazionale ― Svezia | Cronologia completa delle presenze e delle reti in nazionale ― Svezia | Cronologia completa delle presenze e delle reti in nazionale ― Svezia | Cronologia completa delle presenze e delle reti in nazionale ― Svezia |
| Data                                                                  | Città                                                                 | In casa                                                               | Risultato                                                             | Ospiti                                                                | Competizione                                                          | Reti                                                                  | Note                                                                  |
| --------------------------------------------------------------------- | --------------------------------------------------------------------- | --------------------------------------------------------------------- | --------------------------------------------------------------------- | --------------------------------------------------------------------- | --------------------------------------------------------------------- | --------------------------------------------------------------------- | --------------------------------------------------------------------- |
| 10-1-2016                                                             | Abu Dhabi                                                             | Svezia                                                                | 3 – 0                                                                 | Finlandia                                                             | Amichevole                                                            | -                                                                     | 62’                                                                   |
| Totale                                                                |                                                                       | Presenze                                                              | 1                                                                     |                                                                       | Reti                                                                  | 0                                                                     |                                                                       |

## Palmarès

### Club

#### Competizioni nazionali
- Coppa di Danimarca: 1

Randers: 2020-2021
- Supercoppa di Turchia: 1

Konyaspor: 2017

### Nazionale
- Campionato d'Europa Under-21: 1

Svezia 2015